# Orsten
Orsten, kallas även i folkmun för stinksten eller stinkkalk på grund av den illaluktande doft som framträder då man klyver stenen. Orstenarna består av en bituminös kalksten och uppträder som linser i olika horisonter av den kambriska alunskiffern. 
Orstenarna har länge varit kända för sina makrofossil, bland annat i form av olika trilobiter. Under 1980-talet hittade tyska paleontologer extremt välbevarade mikrofossil, främst i form av olika kräftdjur, en s.k. lagerstätte, i orstenar från Västergötland. Denna lagerstätte kallas därför för Orstensfaunan. Dessa fossil är bevarade i tre dimensioner, vilket är väldigt ovanligt, och har bildats genom fosfatisering, en process där fossilets ursprungliga kropp har ersatts av fosfat. Dessa unika fossil har prepareras fram genom att kalkstenen har lösts upp med hjälp av olika syror. I orsten har man bland annat påträffat världens äldsta trögkrypare och tungmaskar.
Orsten kallas på engelska anthraconite eller stinkstone.